# Encrinurus
Encrinurus – rodzaj stawonogów z wymarłej gromady trylobitów, z rzędu Phacopida. Żył w okresie syluru i dewonu.